# Liste der Gedenktafeln in Berlin-Halensee
Die Liste der Gedenktafeln in Berlin-Halensee enthält die Namen, Standorte und, soweit bekannt, das Datum der Enthüllung von Gedenktafeln.
Die Liste ist nicht vollständig.

## Halensee
| Bild | Name                                 | Standort                    | Datum der Enthüllung |
| ---- | ------------------------------------ | --------------------------- | -------------------- |
|      | Albert Bassermann                    | Joachim-Friedrich-Straße 54 |                      |
|      | Hermann Louis Brill                  | Karlsruher Straße 13        |                      |
|      | Theodor Burckhardt                   | Heilbronner Straße 20       |                      |
|      | Rudi Dutschke                        | Kurfürstendamm 140          |                      |
|      | Rudi Dutschke                        | Kurfürstendamm 142          |                      |
|      | Salomo Friedlaender                  | Johann-Georg-Straße 20      |                      |
|      | Generalplan Ost                      | Kurfürstendamm 140          |                      |
|      | Friedrich Hollaender                 | Cicerostr 14                |                      |
|      | Jüdische Bewohner                    | Joachim-Friedrich-Straße 48 |                      |
|      | Agathe Lasch                         | Agathe-Lasch-Platz          |                      |
|      | Else Lasker-Schüler                  | Katharinenstraße 2          |                      |
|      | Herwarth Walden                      | Katharinenstraße 2          |                      |
|      | Otto Lessing                         | Bornstedter Straße 11       |                      |
|      | Vladimir Nabokov                     | Nestorstraße 22             |                      |
|      | Vladimir Nabokov                     | Westfälische Straße 29      |                      |
|      | Meret Oppenheim                      | Joachim-Friedrich-Straße 48 |                      |
|      | Edith Schumann                       | Kurfürstendamm 111          | 27. Oktober 2023     |
|      | Margarethe Sommer und Otto Ostrowski | Westfälische Straße 64      |                      |
|      | Hermann Sudermann                    | Bornstedter Straße 11       |                      |
|      | Synagoge Friedenstempel              | Markgraf-Albrecht-Straße 11 |                      |
|      | Alfred Wegener                       | Georg-Wilhelm-Straße 20     |                      |